# Долгопят, Елена Олеговна
Еле́на Оле́говна Долгопя́т (28 декабря 1963, Муром) — российский писатель, сценарист.

## Биография
Елена Долгопят родилась 28 декабря 1963 года в г. Муроме Владимирской области в семье учительницы и военнослужащего. После окончания Московского института инженеров железнодорожного транспорта (специальность «Прикладная математика») до 1989 года работала программистом на военном объекте в Московской области. В 1993 году окончила сценарный факультет ВГИКа. С 1994 года по сегодняшний день работает научным сотрудником рукописного отдела Музея кино в Москве. 

## Творчество
Дебютировала в печати с рассказом «Exit» в журнале «MEGA» (№ 4, 1993 год, Минск). В 1990-е публиковалась в «Юности». С начала 2000-х рассказы и повести Елены Долгопят регулярно появляются в толстых литературных журналах: «Знамени», «Дружбе народов», «Новом мире». Несколько рассказов и сценариев были опубликованы в журнале «Искусство кино».
Автор сборников рассказов «Тонкие стёкла» (2001), «Гардеробщик» (2005), «Родина» (2016), «Русское» (2018), «Чужая жизнь» (2019), «Хроники забытых сновидений» (2022). 
В 2017 году книга «Родина» вошла в шорт-лист литературной премии «Национальный бестселлер»; в 2020 году сборник рассказов «Чужая жизнь» был включен в длинный список премии «Ясная поляна» (в номинации «Современная русская проза»). В 2020 году Елена Долгопят стала лауреатом Одесской международной литературной премии им. Исаака Бабеля, заняв второе место за рассказ «Объект».

## Критика
В критических статьях и отзывах на книги Елены Долгопят неизменно отмечают высокое мастерство новеллиста и оригинальный стиль автора.
Елена Иваницкая в статье «После дебюта» (Дружба народов, 2002, № 6) пишет:
Ее книга повестей и рассказов "Тонкие стекла" — создание настоящего мастера с "лица необщим выраженьем", разнообразного и прихотливого во владении своим искусством, но сразу узнаваемого по неповторимой интонации, особой сердечности и музыкальности повествования.
Владимир Губайловский в статье «Открытая форма» (Дружба народов, 2002, № 9), показывая влияние математики и кинематографа на стиль прозаика, подытоживает:
Елена Долгопят — совершенно сложившийся писатель, со своей узнаваемой интонацией, со своим взглядом на мир, с оценкой этого мира, методом его исследования.
В предисловии к «Чужой жизни» Леонид Юзефович, представляя рассказы Елены Долгопят, замечает: 
Это умная проза. Ее простота обманчива, ее кажущаяся безыскусность – итог опыта и мастерства, а авторская сдержанность отзывается в нас неожиданно сильным чувством.
Каждый рассказ Елены Долгопят неповторим и может принадлежать только ей. Каждый болезненно бередит душу чувством непрочности, а то и призрачности человеческого существования в отнюдь не иллюзорном, но самом что ни на есть реальном, очень узнаваемом мире. Даже те, где присутствует элемент фантасмагории, воспринимаются не как фантастика, а как возведенная в степень обыденность. Приемы, за счет которых достигается этот эффект, мне неизвестны. Подозреваю, что загадка воздействия этих текстов на читателя в чем-то таком, чему не научат ни на каких литературных курсах.
Станислав Секретов в свою очередь в статье «Тихое кино» (Урал, 2020, № 2) подчёркивает: 
Большинство современных прозаиков — иллюзионисты. Пользуясь необходимым набором инструментов и ловкостью рук, они с разной степенью мастерства выдают обман за правду. Настоящих волшебников в нынешней литературе мало. Создавать истинное волшебство из воздуха, из ничего умеют, скажем, Денис Осокин или Александр Иличевский. Этим же талантом обладает и Елена Долгопят.
В статье «Тот, кто отбрасывает тень» (Новый мир, 2017, № 4) Сергей Костырко приходит к выводу, что Долгопят пишет философскую прозу. 

В 2020 году Сергей Костырко на портале Textura.club назвал Елену Долгопят прозаиком десятилетия 2010-2020:
Долгопят из тех немногих современных писателей, прозу которых закончившееся десятилетие оставляет русской литературе надолго.

## Работа в кино
По сценариям Елены Долгопят сняты фильмы и сериалы:
- 2005 — Глазами волка
- 2008 — Чизкейк
- 2010 — Которого не было
- 2014 — Белая белая ночь
- 2018 — Неоконченный бой (Неопалимая купина)